# Vice-primeiro-ministro
Um vice-primeiro-ministro ou primeiro-ministro adjunto é um membro do governo de alguns estados, com um estatuto intermediário entre o de primeiro-ministro e o de ministro.
Nos governos onde o chefe de governo tem uma designação oficial distinta da de "primeiro-ministro", o seu vice-presidente assume outras designações, das quais as mais comuns são: "vice-presidente do governo", "vice-presidente do conselho de ministros" e "vice-chanceler".
Tipicamente, um vice-primeiro-ministro pode assumir as funções de primeiro-ministro quando o verdadeiro titular deste cargo esteja temporariamente ausente ou impedido de exercer as suas funções. Por esta razão, frequentemente o vice-primeiro-ministro de um governo é a pessoa convidada para suceder no cargo ao primeiro-ministro anterior quando - em virtude de morte repentina ou resignação inesperada - este abandona subitamente o cargo, ainda que isso não seja constitucionalmente obrigatório.
Frequentemente, um vice-primeiro-ministro - juntamente com este o seu cargo - gere também a pasta de um ou mais ministérios, normalmente os mais importantes do governo.
A função de vice-primeiro-ministro é frequentemente atribuída ao segundo na hieraquia do partido no governo ou, no caso de governos de coligação, ao líder do segundo partido da coligação.
Em alguns governos, poderão existir dois ou mais vice-primeiros-ministros, cada qual responsável por uma das grandes áreas de competência do governo. Neste sistema, cabe a cada um dos vice-primeiros-ministros a tarefa de coordenar a ação dos vários ministros com responsabilidades por cada um dos setores específicos daquela área de competência.

## Vice-primeiro-ministro em diversos países

### Portugal
A Constituição da República Portuguesa prevê que o Governo possa incluir um ou mais vice-primeiros-ministros. Quando existem, as suas competências são estabelecidas pela lei orgânica do respetivo governo. Normalmente, compete aos vice-primeiros-ministros substituir o primeiro-ministro na sua ausência ou no seu impedimento e exercer os poderes que lhe forem delegados pelo mesmo ou pelo Conselho de Ministros. Pode competir-lhe também a gestão de uma das grandes áreas de atuação do governo, coordenando os ministros responsáveis pelas pastas inseridas nessa área.
Apesar de previstos constitucionalmente, não foram nomeados vice-primeiros-ministros nos governos vigentes entre 1990 e 2013. No XI Governo Constitucional, Eurico de Melo exerceu o cargo entre 1987 e 1990. Durante aquele período de mais de 20 anos, as competências que poderiam ser inerentes a um vice-primeiro-ministro foram atribuídas a ministros de Estado ou a ministros da Presidência.
A 24 de julho de 2013, no âmbito de uma remodelação do XIX Governo Constitucional, foi reinstituído o cargo de vice-primeiro-ministro, com a nomeação de Paulo Portas. A sua sede oficial foi o Palácio das Laranjeiras, em Lisboa.

### Reino Unido
O primeiro-ministro adjunto (deputy prime minister) do Reino Unido da Grã-Bretanha e Irlanda do Norte é o membro mais proeminente do Gabinete Britânico. O cargo de primeiro-ministro adjunto não constitui uma posição permanente, existindo apenas por vontade do primeiro-ministro, quando o mesmo pretende dar precedência protocolar a um determinado ministro. Com este objetivo, em alternativa ao título de "primeiro-ministro adjunto", pode ser dado a um membro do governo o título de "primeiro secretário de Estado (first secretary of State)".
Ao contrário dos titulares de funções análogas em outros países, um primeiro-ministro adjunto britânico não dispõe de poderes especiais como tal, apesar de, normalmente, lhe serem atribuídas responsabilidades particulares no governo. Assim, não compete ao primeiro-ministro adjunto substitutir o primeiro-ministro nas suas ausências e impedimentos nem lhe compete suceder ao primeiro-ministro em caso da sua morte ou resignação. Contudo, na prática, a designação de alguém para a função pode significar que a mesma tem um estatuto especial no âmbito do gabinete, com poderes de facto - ainda que não de jure - superiores aos dos restantes ministros. Nos governos de coligação, pode ser atribuído o cargo de primeiro-ministro adjunto ao líder do segundo partido da coligação.

### Rússia
A estrutura do Governo da Rússia prevê a existência de vários vice-primeiros ministros. O âmbito das funções de cada um deles é definido pelo primeiro-ministro, ao qual pode também ser atribuída a pasta de um ministério específico. A um ou mais dos vice-primeiros-ministros pode, adicionalmente, ser atribuído o título de "primeiro vice-primeiro-ministro". De acordo com as leis federais russas, cabe aos vice-primeiros-ministros substituirem o primeiro-ministro na sua ausência, de acordo com uma precedência pré-estabelecida. Contudo, normalmente, cabe a um dos primeiros vice-primeiros-ministros assegurar essa substituição. Por outro lado, em caso de resignação do primeiro-ministro, cabe ao Presidente da Federação Russa escolher qual o vice-primeiro-ministro que deve servir de primeiro-ministro até à confirmação de um novo governo.